# Adeonella pallasii
Adeonella pallasii är en mossdjursart som först beskrevs av Heller 1867.  Adeonella pallasii ingår i släktet Adeonella och familjen Adeonellidae. Inga underarter finns listade i Catalogue of Life.